# ۱۸۵۰
۱۸۵۰ (میلادی) هزار و هشتصد و پنجاهمین سال تقویم میلادی است.

## زادگان
- ۱۲ فوریه – ویلیام موریس دیویس، زمین‌شناس آمریکایی (د. ۱۹۳۴)
- ۱۴ فوریه – کیوئورا کیگو، سیاست‌مدار ژاپنی (د. ۱۹۴۲)
- ۱۵ فوریه – آلبرت بی. کامینز، سیاست‌مدار آمریکایی (د. ۱۹۲۶)
- ۲۶ مارس – ادوارد بلامی، نویسنده آمریکایی (د. ۱۸۹۸)
- ۱۱ آوریل – ایزیدور رینر، سیاست‌مدار و وکیل آمریکایی (د. ۱۹۱۲)
- ۱۸ مه – الیور هویساید، ریاضی‌دان، فیزیک‌دان، و مهندس بریتانیایی (د. ۱۹۲۵)
- ۶ ژوئن – کارل فردیناند برون، فیزیک‌دان آلمانی (د. ۱۹۱۸)
- ۱۳ نوامبر – رابرت لویی استیونسن، نویسنده و شاعر بریتانیایی (د. ۱۸۹۴)
- ۱۰ مارس – اسپنکر گور، (ورزشکار)، بازیکن کریکت و بازیکن تنیس بریتانیایی (د. ۱۹۰۶)

## درگذشتگان
- فی دانشو، نقاش چینی (زادهٔ ۱۸۰۱)
- ۲۰ ژانویه – آدام اوهلنشگر، شاعر دانمارکی (ز. ۱۷۷۹)
- ۳۱ مارس – جان سی. کلهون، سیاست‌مدار، وکیل، و دیپلمات آمریکایی (ز. ۱۷۸۲)
- ۲۳ آوریل – ویلیام وردزورث، شاعر و نویسنده بریتانیایی (ز. ۱۷۷۰)
- ۲۴ آوریل – جان نورول، سیاست‌مدار و وکیل آمریکایی (ز. ۱۷۸۹)
- ۱۰ مه – ژوزف لویی گیلوساک، فیزیک‌دان، شیمی‌دان، سیاست‌مدار، و مهندس فرانسوی (ز. ۱۷۷۸)
- ۲ ژوئیه – رابرت پیل، سیاست‌مدار بریتانیایی (ز. ۱۷۸۸)
- ۲۲ اوت – نیکلاوس لنا، شاعر اتریشی (ز. ۱۸۰۲)
- ۲۲ سپتامبر – یوهان هاینریش فن تونن، اقتصاددان آلمانی (ز. ۱۷۸۳)
- ۱۹ نوامبر – ریچارد ام. جانسون، سیاست‌مدار و وکیل آمریکایی (ز. ۱۷۸۰)
- ۲۲ نوامبر – لین ز شو، سیاست‌مدار چینی (ز. ۱۷۸۵)
- ۲۲ دسامبر – ویلیام پلامر، سیاست‌مدار آمریکایی (ز. ۱۷۵۹)
- ۲۴ دسامبر – فردریک باستیا، سیاست‌مدار، اقتصاددان، نویسنده، و فیلسوف فرانسوی (ز. ۱۸۰۱)
- ٢۴ سپتامبر - برانول برونته شاعر و نقاش انگلیسی وتنها برادر خواهران معروف برونته(زاده 1817)